# William David Volk
William David Volk (nascido em 16 de dezembro de 1956) é um desenvolvedor e editor americano de jogos para dispositivos móveis, com sede em Nova York, que trabalhou no setor nas últimas quatro décadas. notavelmente como vice-presidente de tecnologia da Activision no início dos anos 90. Ao longo dos anos, Volk fundou, co-fundou e contribuiu para várias empresas, incluindo ZipProof, The Bonus Mobile Entertainment (co-fundou com Sherri Cuono). Suas realizações incluem a criação do projeto de entretenimento de CD-ROM, The Manhole, altamente aclamado “Return to Zork”, alguns dos principais jogos para Mac, mecanismo de jogo M.A.D.E e desenvolvimento com o premiado The Climate Trail.

## Vida Pessoal e Educação
Nascido em Nova York, Volk cresceu em Long Island e trabalhou na garagem de seu pai e na Brands Bicycles, durante o ensino médio. Em 1979, Volk foi para a Universidade da Pensilvânia para estudar graduação com bacharelado em Física e Astronomia. Mais tarde, ele fez pós-graduação em Física, Astronomia e Engenharia da Computação na Universidade de Maryland em 1980 e na Universidade de New Hampshire em 1982. Ele começou não oficialmente em videogames em Maryland enquanto procurava um emprego nas férias de Natal.

## Trabalhar

### Primeiros Trabalhos: Começando com Avalon Hill
Volk teve sua primeira experiência de desenvolvimento de videogames na UPenn, em 1978. Onde ele participou de uma aula de aplicativos de microprocessador e acabou criando uma versão do Lunar Lander para o microcomputador Cromenco.
Um ano depois, em 1979, Volk começou sua carreira aos 22 anos, em uma empresa de jogos de tabuleiro bem estabelecida, Avalon Hill (agora uma subsidiária da Hasbro, Inc.) como playtester. Trabalhando na divisão de testes e garantia de qualidade, de 1979 a 1982, ele criou seus próprios títulos, incluindo Conflict 2500, Voyager I: Sabotage of the Robot Ship and Controller. Jogos que tiveram um sucesso decente no Apple II, Atari, TRS-80 e Commodore PET.

### 1985 – 1988: Co-fundadora de software para Mac
Em 1983, ele deixou a Avalon Hill Game Co. e dirigiu o grupo de programação da Costa Oeste Rising Star na Califórnia. Lá ele criou um sistema CAD, chamado ValDraw, para computadores pessoais QX10 e Z80 que rodavam em um espaço de endereço de 60 KB.
Volk trabalhou na Rising Star até 1985, quando co-fundou a editora de software para Mac Aegis Development com Dave Barrett, Michelle Mehterian e John Skeel. Onde ele criou alguns dos jogos primários para Mac, “The Pyramid of Peril” seguido posteriormente no ano pelo “Mac Challenger”. Ao longo dos próximos dois anos na Aegis, Volk como VP de Desenvolvimento continuou a prosperar e trabalhar com sistemas emergentes como o Commodore Amiga. Nesse período, Volk também foi o autor dos programas de redação "Draw" e "Draw Plus" para o Commodore Amiga.

### 1988 – 1994: Na Activision criando “Return to Zork”
Em 1988, ele se mudou para a Activision como Diretor de Tecnologia, tornando-se VP de Tecnologia em 1991. Na Activision, ele foi o chefe da equipe que produziu o primeiro título de CD-ROM de entretenimento, The Manhole (baseado no título do jogo Cyan HyperCard Mac), em 1989. Volk criou o motor de jogo por trás do altamente aclamado “Return to Zork”  bem como muito de sua interface de usuário inovadora projeto sob sua direção técnica. Enquanto estava na Activision, ele inventou e foi premiado com a Patente dos EUA nº 5.095.509 em 10 de março de 1992, que permitiu que os computadores pessoais da IBM reproduzissem áudio digitalmente amostrado.
Durante seu tempo na Activision, ele projetou o mecanismo de jogo (M.A.D.E). M.A.D.E. foi originalmente criado para a versão DOS de The Manhole e foi usado nas versões DOS Floppy e CD-ROM, a versão NEC 9801 e a versão FM Towns da Fujitsu bem como Leather Goddesses of Phobos 2, para o Return para o Funscreen de Zork e Rodney.

### 1994 – 2016: De Lightspan para PlayScreen LLC
Em 1994, Volk deixou a Activision e foi recrutado para executar o desenvolvimento da Lightspan Inc. (agora uma subsidiária da PLATO Inc.), uma empresa de multimídia educacional, originalmente usava o Apple/British Telcom set-top box. de 1995, ele foi designado para trabalhar em uma plataforma que suporta reprodução de vídeo de alta qualidade. Ele mudou seu foco para o Sony PlayStation e ajudou a lançar os primeiros títulos rodando no PlayStation no verão de 1996. Com a ajuda de Volk, sua equipe produziu mais de 110 títulos, também Lightspan foi capaz de lançar um IPO bem sucedido em 2000.
Volk explica. “Eu tinha feito vários jogos infantis na Activision - The Manhole, Rodney's Funscreen. Richard Scarry e eu queríamos fazer algo pela educação, já que eu tinha meus próprios filhos”.
O movimento seguinte de Volk estava fora dos videogames convencionais. Volk co-fundou e atuou como CTO da Save.com (atualmente Redplum.com) em 1999, onde ele e sua equipe desenvolveram o primeiro sistema de cupons online com códigos de barras. Ele fundou a ZipProof em 2000, que permitia a prova de projetos baseada na web, e atuou como CTO e Presidente.
Depois de trabalhar na Earthship TV de James Cameron, com Sherri Cuono, em 2000 e 2001 e na Teknik Digital Arts Inc em 2003, Volk cofundou a Bonus Mobile Entertainment, uma desenvolvedora de jogos para celular, com Sherri Cuono em 2004. onde atuou como CEO e co-projetou um jogo para celular multiplayer intitulado The Dozens que foi licenciado a partir do jogo de cartas de mesmo nome criado pelos Wayans Brothers. Enquanto na BME, ele também criou a marca de ringtones conhecida como Rude Tones. Ele também deu uma aula de design de jogos no The Art Institute of California, San Diego, como professor convidado em 2007.
Em 2006, eles deixaram a Bonus Mobile e fundaram uma nova empresa MyNuMo LLC, “um portal da web que permite que artistas independentes acessem o mercado móvel para toques, papéis de parede e vídeos”. Em novembro de 2010, a PlayScreen LLC, com sede em Encinitas, Califórnia, adquiriu os ativos da MyNuMo LLC. Volk atuou como vice-presidente e diretor de criação da PlayScreen. Volk é creditado com a criação do conceito do iWhack, o primeiro jogo para iPhone lançado (julho de 2007), antes mesmo de haver uma loja de aplicativos. MyNuMo recriou alguns dos aplicativos da web mais populares para a App Store. Volk também co-criou vários títulos originais no MyNuMo, incluindo Pigs A Pop'N, Bailout Bonanza, Bounce Trap, Word Carnivale" e "Stick Figure Movie Trivia". Bocce Ball foi o primeiro título da Playscreen em janeiro de 2011.

### 2016 – 2021: Premiado “The Climate Trail”
Em novembro de 2015, Volk tornou-se o CMO da Tricerat Inc, uma empresa de software empresarial, enquanto ainda era membro da PlayScreen, LLC. Volk continuou a consultar a Tricerat até 2017 e foi o gerente de projeto do aplicativo Print Reliably lançado em 2017. Seguido por Volk, atuou como Chefe Futurista da Forward Realty, LLC.
Volk é o fundador da Deep State Games e em outubro de 2019, William Volk produziu e publicou The Climate Trail, um jogo de apocalipse pós-clima baseado no clássico videogame educacional The Oregon Trail. Trabalhou com o escritor ambiental e co-fundador da 350.org Bill McKibben e música composta por George Sanger (músico). Em 2020, um e-book climático baseado em ClimateCommunication.org e questionários foram adicionados. O Climate Trail foi premiado pela “Serious Play Conference” na categoria Games for Good / Social Entrepreneurship / Non-Profit Games, em 2020.

### 2021 - Trabalho atual: Shiba Inu (SHIB)
Shiba Inu fez parceria com o criador de jogos William David Volk para consultar em seu jogo NFT play-to-earn. Shytoshi Kusama publicou um artigo no Medium, “The Future of Gaming: Shib”, em 26 de novembro, declarou seu futuro título “Oshiverse” com Volk.

## Jogos
| Year   | Title                                         | Publisher                      | Credits                       |
| 1981   | Voyager I                                     | Avalon Hill                    | Programmer                    |
| 1981   | Conflict 2500                                 | Avalon Hill                    | Game Design                   |
| 1982   | Space Station Zulu                            | Avalon Hill                    | Playtesters                   |
| 1982   | Controller                                    | Avalon Hill                    | Programmed by                 |
| 1983   | Universe                                      | Omnitrend                      | 3-D Graphics Subroutines      |
| 1985   | The Pyramid of Peril                          | Aegis Development              | Written by                    |
| 1985   | Mac Challenger                                | Aegis Development              |                               |
| 1989   | The Manhole                                   | Activision                     | Game System Development       |
| 1990   | The Manhole: New and Enhanced                 | Activision                     | Game Programming              |
| 1990   | Shanghai II: Dragon's Eye                     | Activision                     | Special Thanks To             |
| 1992   | Ultimate Air Combat                           | Activision                     | Special Thanks To             |
| 1992   | Rodney's Funscreen                            | Activision                     | Engineering by                |
| 1992   | Leather Goddesses of Phobos 2                 | Activision                     | Programming                   |
| 1993   | Return to Zork                                | Activision                     | Technical Direction           |
| 1994   | Richard Scarry's Best Neighborhood Disc Ever! | Activision                     | System Software               |
| 1998   | A Mars Moose Adventure:                       | Lightspan, Inc.                | Director, Software Technology |
| 1998   | WalkAbout 3 - World Sports Day                | Lightspan, Inc.                | Director, Software Technology |
| 1998   | Cosmic Quest 2 - Fairy Tale Island            | Lightspan, Inc.                | Director, Software Technology |
| 1998   | WalkAbout 2 - The Shakespeare Festival        | Lightspan, Inc.                | Director, Software Technology |
| 2004   | The Dozens                                    | Bonus Mobile Entertainment     | Co-designer                   |
| 2007   | iWhack                                        | MyNuMo                         | Co-designer                   |
| 2008   | Pigs A Pop'n                                  | MyNuMo                         | Co-designer                   |
| 2008   | Bounce Trap                                   | MyNuMo                         |                               |
| 2009   | Bailout Bonanza                               | PlayScreen LLC                 |                               |
| 2012   | Word Carnivale                                | PlayScreen LLC                 | Co-designer                   |
| 2015   | Blackjack Anywhere                            | PlayScreen LLC                 |                               |
| 2019   | The Climate Trail                             | Deep State Games               | Developer                     |
| 2021   | Word Topics                                   | Olde Skuul Entertainment, Inc. |                               |
| Future | Shibu Inu Game                                | Shiba Inu                      |                               |